# Федерация армейского рукопашного боя России
«Спортивная Федера́ция арме́йского рукопа́шного бо́я Росси́и» («ФАРБ России») — общероссийская общественная организация, зарегистрированная в соответствии с законодательством Российской Федерации, основной целью которой является развитие и популяризация армейского рукопашного боя (АРБ) среди граждан Российской Федерации, в том числе – призывного и допризывного возрастов, повышение его роли в системе физической подготовки Вооруженных Сил и других силовых структур Российской Федерации.

## История
Для развития и популяризации армейского рукопашного боя среди граждан в 1999 году была создана «Федерация армейского рукопашного боя России» («ФАРБ России») по эгидой Армейской ассоциации контактных видов единоборств (ААКВЕ). Целенаправленная работа ФАРБ России совместно со Спортивным комитетом МО России дала возможность включить АРБ в военно-спортивную классификацию на 1993—1996 годы, а в дальнейшем в Единую всероссийскую спортивную классификацию на 1997—2000 годы.
Со временем армейский рукопашный бой вызывал большой интерес не только среди спортсменов-военнослужащих, но и молодежи, занимающейся различными видами единоборств. В 1994 году в городе Мирном Архангельской области прошло первое первенство Российской Федерации по армейскому рукопашному бою среди юношей. Начиная с этого года первенства России проводятся ежегодно. Вовлечение в занятия армейским рукопашным боем гражданской молодежи позволило в короткий период пройти путь от Армейской ассоциации контактных видов единоборств (президент - Лаговский Павел Мечиславович), до создания в 1999 году общероссийской общественной организации «Федерация армейского рукопашного боя России». ФАРБ России, зарегистрированная в Министерстве юстиции Российской Федерации, получила право на развитие АРБ, самостоятельно или через региональные отделения, в субъектах России. Инициатором создания ФАРБ России явился С.Н. Перников, который в 1999 — 2007 годах был её первым вице-президентом. А 2007 по 2016 год  был президентом Федерации.
Сегодня АРБ представлен во всех Федеральных округах, успешно развивается в 64  субъектах Российской Федерации, силовых структурах, спортивных обществах и ведомствах. В настоящий момент видом спорта занимается более 70 тыс. граждан России.

## Региональные представительства «ФАРБ России»
- СФАРБ города Москвы (президент - Николай Николаевич Гурьев)
- ФАРБ Московской области (президент - Александр Викторович Лисенков)
- ФАРБ Белгородской области (президент - Зенов Сергей Владимирович)
- ФАРБ Брянской области (президент - Клименов Сергей Васильевич)
- ФАРБ Воронежской области  (президент - Бебнев Владимир Лонидович)
- ФАРБ Ивановской области (президент - Груздев Михаил Иванович)
- ФАРБ Калужской области (президент - Исайкин Игорь Александрович)
- СФАРБ Костромской области (президент - Твердохлеб Николай Иванович)
- СФАРБ Курской области (президент - Уколов Николай Викторович)
- СФАРБ Орловской области (президент - Скабелкин Сергей Васильевич)
- Смоленская областная ФАРБ (президент - Гашенков Константин Сергеевич)
- ФАРБ Тамбовской области, фонд развития единоборств г. Моршанск "Олимп" (президент - Николотов Илья Николаевич)
- ФАРБ Тульской области (президент - Колодкин Олег Владимирович)
- ФАРБ Ярославской области (президент - Чагин Алексей Михайлович)
- СФРБ г. Санкт-Петербург (президент - Ермолаев Виталий Геннадьевич)
- ФАРБ Вологодской области (президент - Галунин Алексей Сергеевич)
- ФАРБ Калининградской области (президент - Урбанюк Олег Сергеевич)
- ДЮС Клуб «Каскад» (Мурманская область)
- ВООВ «Боевое братство» (Республика Карелия)
- ФАРБ Республики Дагестан
- ФРБ Кабардино-Балкарии
- Карачаево-Черкесская ФАРБ
- Отделение ФАРБ при Северо-Осетинском региональном отделении ВООВ «Боевое братство»
- ФАРБ Астраханской области
- ФАРБ при Волгоградском региональном отделении ВООВ «Боевое братство»
- ФАРБ Краснодарского края
- Краснодарская краевая региональная ООМ «Десантник»
- ФАРБ города Севастополя
- Ростовская спортивная федерация армейского рукопашного боя
- Кавминводская городская ФАРБ
- ФАРБ Республики Татарстан
- ФАРБ Республики Марий Эл
- Федерация армейского рукопашного боя Республики Удмуртии
- Чувашская ФАРБ и панкратиона
- ФАРБ Кировской области
- ФАРБ Оренбургской области
- Пермская ФАРБ
- ФАРБ Самарской области
- Саратовская общественная организация ФАРБ
- ФАРБ Курганской области
- Тюменская региональная общественная организация ФАРБ
- Челябинская областная ФАРБ
- ФАРБ ХМАО-Югры
- ФАРБ и традиционного карате ЯНАО
- ДЮЦ «Альфа», город Надым
- ФАРБ ЯНАО
- Алтайская краевая ФАРБ
- Иркутская региональная общественная организация ФАРБ
- Федерация армейского рукопашного боя Кемеровской области
- РКОО «ФАРБ Красноярского края»
- Омская ФАРБ
- «САВАТЭ» (г. Омск)
- Норильская ассоциация боевых единоборств «Белый медведь»
- ФАРБ Амурской области
- Хабаровская краевая ФАРБ
- ФАРБ Приморского края
- ФАРБ Новосибирской области